# Kanadin
Kanadin je protoberberinski alkaloid koji deluje kao blokator kalcijumskog kanala.